# Francesc I de les Dues Sicílies
Francesc I de les Dues Sicílies (Nàpols 1777 - 1830). Rei de les Dues Sicílies des de l'any 1825 fins a la seva mort l'any 1830. Malgrat tot, des de l'any 1812, quan fou nomenat regent, exercí el poder de facto al Regne més meridional de la península italiana.

## Orígens familiars
Nascut al Palau Reial de Nàpols el dia 14 d'agost de l'any 1777 essent fill del rei Ferran I de les Dues Sicílies i de l'arxiduquessa Maria Carolina d'Àustria. El príncep napolità era net del rei Carles III d'Espanya i de la princesa Maria Amàlia de Saxònia d'una banda, i de l'altra ho era de l'emperador Francesc I, emperador romanogermànic i de l'arxiduquessa Maria Teresa I d'Àustria.
Com a conseqüència de la mort del seu germà gran, el príncep heretà el ducat de Calàbria i el títol de príncep hereu del Regne de les Dues Sicílies.

## Vida
L'any 1799 i posteriorment des de l'any 1806 i fins a l'any 1814 residí amb la seva família a l'illa de Sicília, a conseqüència de l'ocupació francesa de la part continental del Regne. Al llarg de l'estada a Sicília pactà amb els anglesos una modernització general del Regne alhora que aconseguia que la seva mare, la totpoderosa arxiduquessa Maria Carolina d'Àustria, fos exiliada a Viena on morí l'any 1814.
El llavors duc de Calàbria esdevingué ja, fins a la seva mort, l'home més fort del Regne. Fins a l'any 1820 el duc de Calàbria romangué a Sicília i només tornà a Nàpols arran de la revolta liberal de 1820. Fou el mateix Francesc qui pactà la intervenció de la Santa Aliança al Regne de les Dues Sicílies.
A la mort del rei Ferran I de les Dues Sicílies, el duc de Calàbria ascendí a la Corona, era l'any 1825. Ja des de l'any 1820 la política de Francesc era consistent en una terrible repressió vers els liberals que no cessà arran de la seva pujada al tron. Malgrat que portà a terme mesures econòmiques i militars mínimament significatives el seu regnat no fou crucial pel Regne de les Dues Sicílies a conseqüència de la seva brevetat.
El rei Francesc I de les Dues Sicílies moria l'any 1830 al Palau Reial de Nàpols. El succeí el seu fill, el duc de Calàbria, que adoptà el nom de Ferran II de les Dues Sicílies.

## Matrimonis i descendència

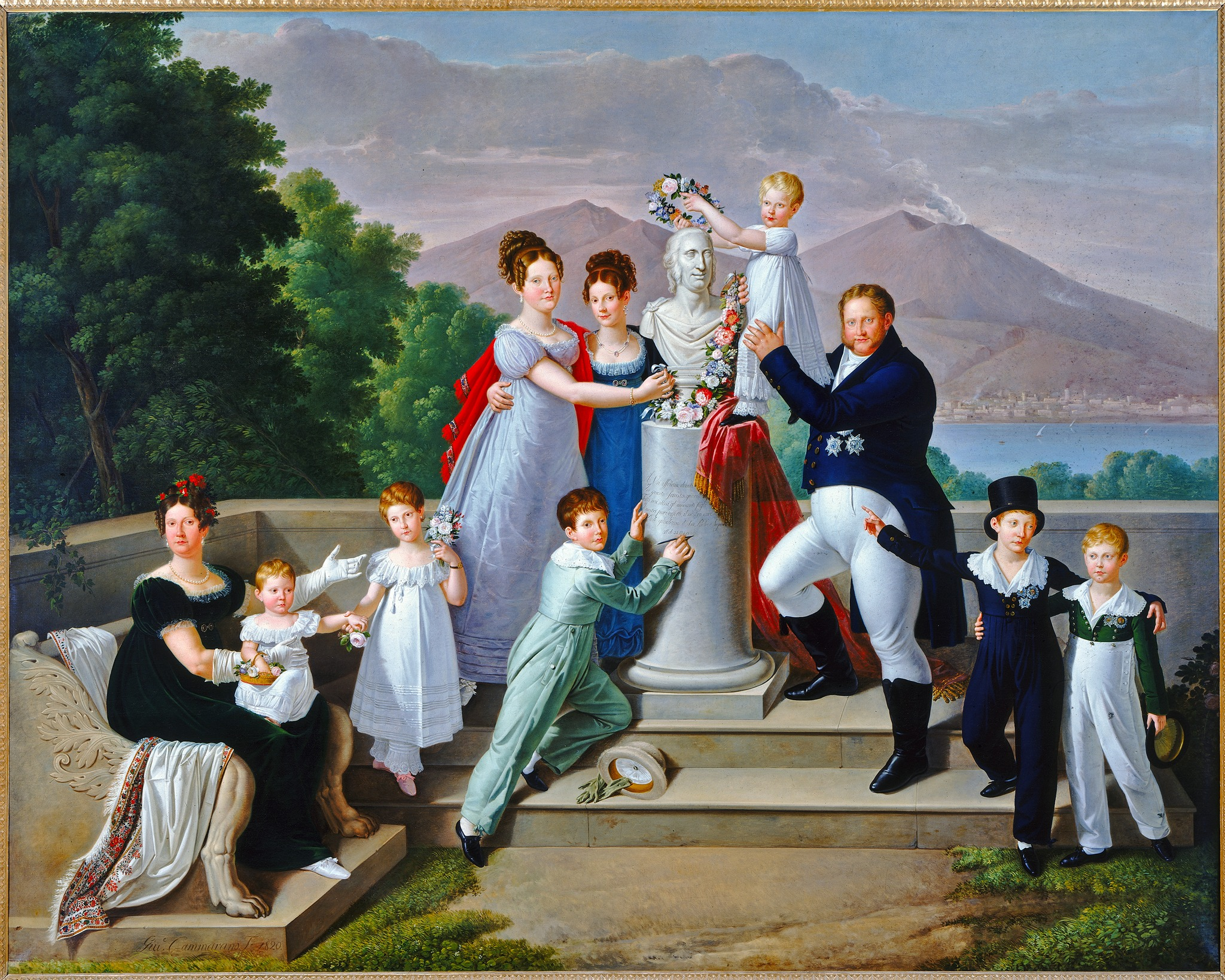
Imatge de la família de Francesc I i Maria Isabel d'Espanya.

L'any 1796 es casà amb l'arxiduquessa Maria Clementina d'Àustria, filla de l'emperador Leopold II, emperador romanogermànic i de la infanta Maria Lluïsa d'Espanya. La parella establerta a Nàpols tingué dos fills:
- SAR la princesa Maria Carolina de Borbó-Dues Sicílies, nascuda a Nàpols el 1798 i morta el 1870 a Brunnsee. Es casà amb el príncep Carles Ferran de França, duc de Berry. Posteriorment es casà amb el comte Ettore Carlo di Lucchesi Palli.

- SAR el príncep Ferran de Borbó-Dues Sicílies, nascut el 1800 a Palerm i mort el 1801 a Palerm.

L'arxiduquessa Maria Clementina morí l'any 1801 a Nàpols i el príncep es tornà a casar amb la infanta Maria Isabel d'Espanya, filla del rei Carles IV d'Espanya i de la princesa Maria Lluïsa de Borbó-Parma, amb la qual tingué dotze fills:
- SAR la princesa Lluïsa Carlota de Borbó-Dues Sicílies, nascuda al Palau Reial de Portici el 1804 i morta a Madrid el 1844. Es casà amb l'infant Francesc de Paula d'Espanya.
- SAR la princesa Maria Cristina de Borbó-Dues Sicílies, nascuda a Palerm el 1806 i morta el 1878 a Le Havre. Es casà en primeres núpcies amb el rei Ferran VII d'Espanya i en segones núpcies amb Agustín Fernández Múñoz, creat duc de Riansares.
- SM el rei Ferran II de les Dues Sicílies, nat a Palerm el 1810 i mort a Caserta el 1859. Es casà amb la princesa Maria Cristina de Savoia i posteriorment amb l'arxiduquessa Maria Teresa d'Àustria.
- SAR el príncep Carles de Borbó-Dues Sicílies, nat a Palerm el 1811 i mort el 1862 a Torí. Es casà morganàticament amb Penelope Smith.
- SAR el príncep Leopold de Borbó-Dues Sicílies, nat a Palerm el 1813 i mort el 1860 a Pisa. Es casà amb la princesa Maria de Savoia-Carignano.
- SAR la princesa Antonieta de Borbó-Dues Sicílies, nascuda a Nàpols el 1814 i morta a Orth el 1894. Es casà amb el gran duc Leopold II de Toscana.
- SAR el príncep Antoni de Borbó-Dues Sicílies, nascut a Palerm el 1816 i mort el 1843 a Pozzuoli.
- SAR la princesa Maria Amàlia de Borbó-Dues Sicílies, nascuda a Pozzuoli el 1818 i morta a Madrid el 1857. Es casà amb l'infant Sebastià d'Espanya.
- SAR la princesa Maria Carolina de Borbó-Dues Sicílies, nascuda el 1820 a Nàpols i morta el 1861 a Trieste. Es casà amb l'infant Carles de Borbó, pretendent del carlisme.
- SAR la princesa Teresa de Borbó-Dues Sicílies, nascuda el 1822 a Nàpols i morta el 1889 a Porto. Es casà amb l'emperador Pere II del Brasil.
- SAR el príncep Lluís Carles de Borbó-Dues Sicílies, nascut a Nàpols el 1824 i mort l'any 1897 a París. Es casà amb la princesa Januária Maria del Brasil.
- SAR el príncep Francesc de Borbó-Dues Sicílies, nascut a Nàpols el 1827 i morta el 1892 a París. Es casà amb l'arxiduquessa Maria Isabel d'Àustria-Toscana. Comte de Trapani.

El fort caràcter de la seva mare, l'arxiduquessa Maria Carolina d'Àustria feu que al llarg de molts anys el príncep es mostrés reservat, apocat i molt depenent de les volutants polítiques maternes.